# Flesh (1932)
Flesh is een Amerikaanse dramafilm uit 1932 onder regie van John Ford. De film werd destijds in Nederland uitgebracht onder de titel Zijn laatste kans.

## Verhaal
Laura heeft een strafblad. Ze is bevriend met de worstelaar Polakai, maar ze wil liever bij haar criminele vriend Nick zijn. Als Nick vrijkomt, vertelt ze hem dat ze zwanger is. Wanneer Nick naar de Verenigde Staten vertrekt, trouwt zij met Polakai. Hij is intussen nationaal kampioen geworden. Laura weet Polakai te overhalen om samen naar de Verenigde Staten te gaan. Daar ontmoet ze Nick weer.

## Rolverdeling
| Acteur         | Personage       |
| -------------- | --------------- |
| Wallace Beery  | Polakai         |
| Ricardo Cortez | Nicky           |
| Karen Morley   | Laura           |
| Jean Hersholt  | Mijnheer Herman |
| John Miljan    | Willard         |
| Herman Bing    | Pepi            |
| Vince Barnett  | Ober            |
| Greta Meyer    | Mevrouw Herman  |
| Edward Brophy  | Dolan           |